# Clontarf
Pour la ville du Minnesota, voir Clontarf (Minnesota).
Clontarf (Cluain Tarbh en irlandais) est une zone au nord de Dublin. Ce lieu est bien connu du fait de la bataille de Clontarf en 1014 lors de laquelle Brian Boru vainquit les envahisseurs vikings et mit ainsi fin aux guerres entre Irlandais et Vikings qui avaient pris pied en Irlande depuis 150 ans.
Cette zone avait autrefois une des plus belles « piscine de mer » en plein air, qui disparut pour cause de mauvais entretien.
Cette zone comporte également beaucoup d’infrastructures sportives qui accueillent des clubs de rugby à XV, de cricket, de football et d’athlétisme.
Entre Clontarf et Raheny s'étend le parc de Sainte-Anne. Bull Island (l'île du Taureau) est reliée à Clontarf par un pont en bois.
C'est le lieu de naissance de Bram Stoker, créateur du personnage de Dracula. Quand Erwin Schrödinger séjourna à Dublin, il vint habiter Clontarf sur Kincora Road.

## Les Templiers et les Hospitaliers
Clontarf fit partie des premières donations faites aux Templiers par Henry II d'Angleterre vers 1177. Ils y établirent leur principale commanderie en Irlande, dite de Saint-Congal,,.
Lors de la dévolution des biens de l'ordre du Temple, cette commanderie fut attribuée aux Hospitaliers de l'ordre de Saint-Jean de Jérusalem, le siège de cette commanderie se trouvait à l'emplacement de l'église Saint-Jean-le-Baptiste.